# Rob Roy (film, 1922)
Rob Roy est un film britannique réalisé par W. P. Kellino, sorti en 1922.

## Fiche technique
- Réalisation : W. P. Kellino
- Scénario : Alicia Ramsey (en)
- Société de production : Gaumont British Picture Corporation
- Pays de production :  Royaume-Uni
- Langue originale : anglais
- Format : noir et blanc — 35 mm — 1,33:1 — Film muet
- Genre : Film historique
- Durée : 1 heure, 26 minutes
- Date de sortie :
  - Royaume-Uni : septembre 1922

## Distribution
- David Hawthorne (en)
- Gladys Jennings
- Simeon Stuart (en)
- Wallace Bosco (en)